# Балканул
„Балканул“ (на румънски: Balcanul) е вестник, издаван в Букурещ, Румъния в 1904 година. Подзаглавието му е „Седмичен политически и икономически орган“ (organ săptămânal, politic, economic).
Излиза в 4 страници голям формат. Директор му е Д. Лазареску-Леканта. В програмната си статия вестникът се обявява „за защита на общите интереси на румънци навсякъде, но най-вече на румънците на Балканския полуостров. За изясняване на истинската ситуация на румънците македонци“. Статиите са предимно анонимни. Забележителна с документалната си стойност е постоянната рубрика „Балканска политика на Кралство Румъния“.